# Drymocallis longisepala
Drymocallis longisepala är en rosväxtart som först beskrevs av P.Arne K. Strid, och fick sitt nu gällande namn av Arto Kurtto och P.Arne K. Strid. Drymocallis longisepala ingår i släktet trollsmultronsläktet, och familjen rosväxter.

## Underarter
Arten delas in i följande underarter:
- D. l. epirotica
- D. l. longisepala